# Thomas Keller (Ruderer)

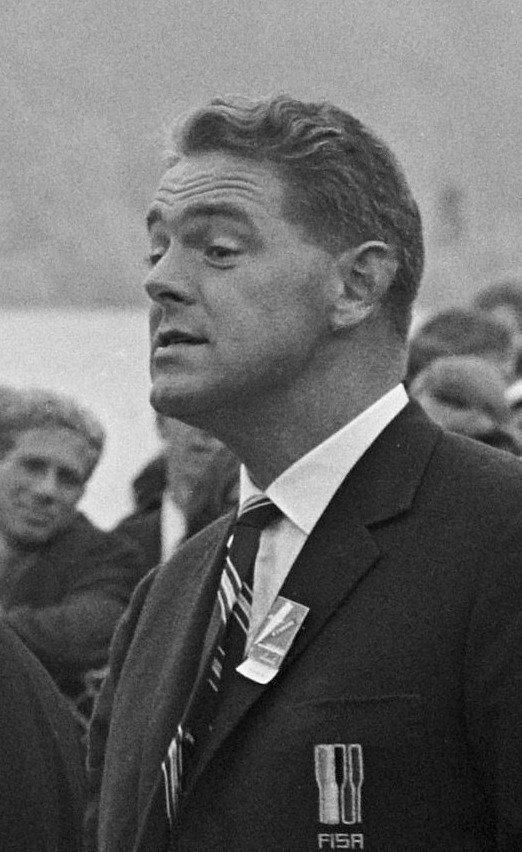
Thomas Keller (1965)

Thomas Keller (* 24. Dezember 1924; † 29. September 1989 in Monte-Carlo) war ein Schweizer Ruderer und später langjähriger Präsident des Ruderweltverbandes FISA.

## Werdegang
Keller ruderte für den Grasshopper Club Zürich, der mehrfache Schweizer Landesmeister gewann bei den Ruder-Europameisterschaften 1950 die Bronzemedaille im Einer.
1958 wurde Keller als Nachfolger seines Landsmanns Gaston Mühlegg zum Präsidenten der FISA gewählt und blieb bis zu seinem Tod 1989 im Amt. In Kellers Amtszeit fielen die Einrichtung von Ruder-Weltmeisterschaften ab 1962 (erste Austragung in Luzern) und zwölf Jahre später die Umstellung der Weltmeisterschaften vom vierjährigen Modus auf jährlichen Modus; seit 1974 werden Weltmeisterschaften und ab 1976 olympische Wettbewerbe im Frauenrudern ausgetragen. Keller förderte den Amateursport und stand der Kommerzialisierung des Spitzensports skeptisch gegenüber.
Von 1969 bis 1986 war Keller auch Vorsitzender der Vereinigung Internationaler Sportfachverbände.
Nach Thomas Keller ist die Thomas-Keller-Medaille benannt, die höchste Auszeichnung der FISA.